# 게임보이
게임보이(일본어: ゲームボーイ 게무보이[*], 영어: Game Boy)는 닌텐도에서 발매한 8비트 휴대용 게임기이다. 일본에서는 1989년 4월 21일, 북아메리카에서는 1989년 7월 31일, 유럽에서는 1990년 9월 28일, 대한민국에서는 1991년 5월 2일 현대전자(현 SK하이닉스)에서 미니컴보이라는 이름으로 정식발매했다.

## 개요
게임보이는 게임 & 워치를 발매하고 있던 닌텐도에서 그 뒤를 잇는 게임기로 개발하여 실질적으로 휴대용 게임기 시장을 개척한 선구적인 제품이다. 닌텐도를 완구 제조 업체로 성장시킨 요코이 군페이가 개발하였다. 원래는 1988년 8월 발매 예정이었으나 이듬해 봄에 발매되었다. 동시 발매 소프트는 슈퍼 마리오 랜드, 어레이웨이, 베이스볼, 역만(役満), 테트리스이다.
에폭 사에서 발매한 게임 포켓콘(ゲームポケコン)을 이은 롬 카트리지 교환 방식으로 발매되었기 때문에 하나의 게임보이로 여러 게임을 할 수 있게 되었다. 샤프와 공동 개발함에 따라 액정도 샤프의 것을 사용하고 있으며 전력 소비량과 가격의 균형을 잡기 위해 흑백을 채용하고 기본 배경색은 초록색이지만, 게임보이 포켓에서 흰색으로 바뀌었다. 버튼은 A, B, SELECT, START가 있었으며 이 배열은 닌텐도 DS가 나오기 전까지 휴대용 닌텐도 제품의 기본 배열이 되었다.
화면은 STN 반사식 흑백 액정으로 되어 있다. 픽셀 하나하나를 종횡으로 격자 모양으로 깐 도트 매트릭스 액정을 채용하였다. 그래서 이전의 게임&워치의 제한적인 표현이 아닌 모든 표현이 가능하도록 되어있다. STN형 액정은 반사가 약하기 때문에 화면 명암 조절 다이얼이 붙어 있다. 명암이 감소할수록 건전지 소비량이 낮아지기 때문에 명암을 최대한 낮추고 즐기는 사람도 있다. 게임보이의 액정은 흐릿하고 잔상이 좋지 않았기 때문에 빠른 움직임을 요구하는 슈팅과 액션에서 가독성이 좋지 않았다.
다른 게임보이와 통신 케이블로 연결이 되며 대전과 데이터 교환이 가능하다. RDY/ACK 신호(통신 준비 완료 신호, 통신이 이루어졌음을 알리는 신호)가 전혀 없기 때문에 통신을 정확하게 하려면 복잡한 프로그램이 필요했다. 통신 중에 케이블을 뽑으면 데이터가 손상된다는 주의 사항도 있었지만, 통신 중에 실수 또는 장난으로 케이블을 당겨 사고가 빈번하게 일어났다. 이를 이용하여 버그 기술을 사용하는 경우도 있었다. 특히 포켓 몬스터에서는 포켓몬을 복사하는 방법으로도 알려졌다.
전원은 AC 어댑터(6V DC, 150mA)와 AA 배터리 4개를 지원한다. 약 15시간 유지된다. 전지의 지속시간은 게임보이 시리즈 중 가장 길다.
아이들이 사용할 것을 염두에 두었으므로, 떨어뜨려도 괜찮을 만큼 튼튼함이 요구되었다. 한 이야기로, 닌텐도의 사장, 야마우치 히로시가 개발진에게서 건네 받은 시험 제작 모델을 카펫이 깔린 마루에 던진 일이 있었다. 던진 뒤에도 문제 없이 동작했기 때문에 발매를 결정했다고 한다. 단, 이 이야기는 닌텐도 측에서는 사실무근이라는 입장을 표명하고 있다. 또한 걸프 전쟁 당시 폭격을 맞은 게임보이가 정상적으로 작동 되었다고 한다. 일본의 한 네티즌은 게임보이의 게임 팩을 프라이팬으로 익혔는데도 정상적으로 작동했다고 한다.
대체적으로 고전 휴대용 게임기는 버추얼 콘솔이나 리메이크가 불가능하다. 그리고 닌텐도3DS에 있는 닌텐도 E샵에서 과거에 발매한 타이틀을 버추얼 콘솔로 이식하여 판매하고 있다.

### 사양

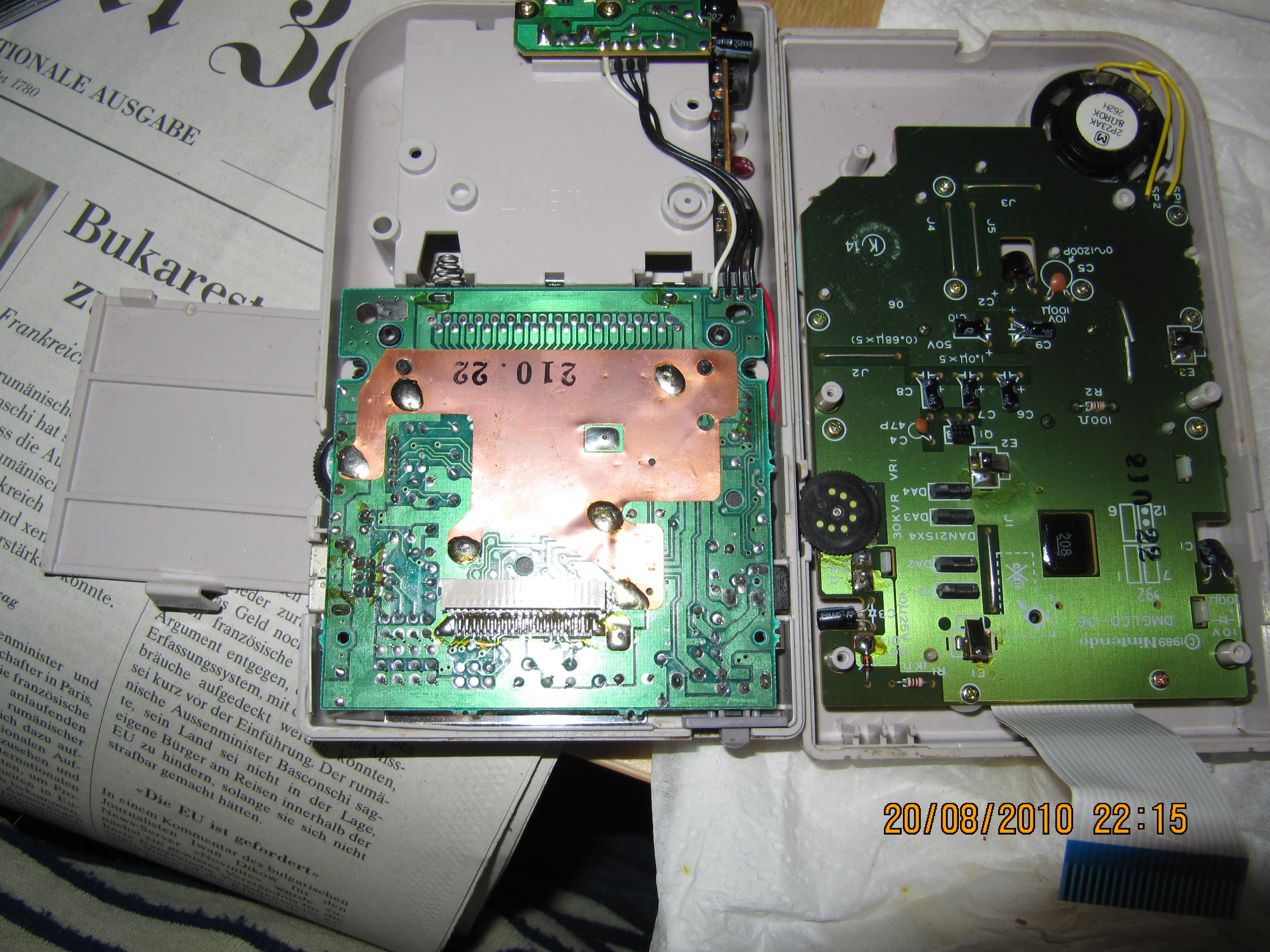
게임보이를 분해한 모습

- CPU: 커스텀 8-bit Sharp LR35902[6] 코어 4.19 MHz.
- RAM: 8 kB 인터널 S-RAM[7] (32 kB까지 확장 가능)[8]
- 비디오 메모리: 8 kB 인터널[8]
- ROM: On-CPU-Die 256바이트 부트스트랩;[9] 256 kb, 512 kb, 1 Mb, 2 Mb, 4 Mb , 8 Mb 카트리지
- 사운드: 펄스 파형 2 채널, 1개의 PCM 4비트 웨이브 샘플 채널 (64개의 4비트의 샘플은 1×64 뱅크 또는 2×32 뱅크에서 재생), 1개의 노이즈 발생기 및 카트리지로부터 하나의 오디오 입력.[10] 스피커는 모노 스피커 하나 뿐이지만, 헤드폰은 스테레오 사운드를 제공한다.
- 화면: STN 반사식 흑백 액정[11] 160×144 해상도[8]
- 프레임 레이트: 일반 게임보이에서는 약 59.7 FPS, 슈퍼 게임보이에서는 약 61.1 FPS.[12]
- Vertical Blank Rate: 약 1.1ms[12]
- 화면 크기: 대각선으로 66mm (2.6인치)[13]
- 컬러 팔레트: 2-bit (4단계 모노크롬)[8]
- 통신: 2대의 게임보이를 통신 시리얼 포트로 연결하여 통신 가능, DMG-07를 이용하면 최대 4대까지 연결 가능.[8]
- 전원: 6 V, 0.7 W (4개의 AA 베터리로 15–30+ 시간 사용가능)[11]
- 크기: 90 mm (가로) × 148 mm (세로) × 32 mm (두께) / 3.5″ × 5.8″ × 1.3″[11]

## 기타
2000년 시점에서 누적 판매량 1억 대를 돌파하여 2005년까지 세계 최대 판매랑을 기록한 게임기이다. 일본에서는 약 1,200개의 게임보이용 게임이 발매되었다. 전원으로 세계 규격인 건전지를 사용하여 개발 도상국의 일반 가정에까지 널리 보급되어 있는 게임기이기도 하다.
1989년 발매 당시에는 테트리스나 슈퍼 마리오 랜드, 마계탑사 Sa.Ga등이 큰 인기를 누려 수개월 동안 품절 상태가 계속되기도 하였다. 1990년대 중반 들어 텔레비전을 이용한 게임기와의 하드웨어 성능차가 벌어지며 매상이 한계점에 도달하고 있었다. 그러던 가운데 1996년에 판매한 포켓몬스터가 다시금 큰 인기를 끌어 텔레비전 게임으로 돌아서던 소비자들로부터 휴대성과 통신 기능 등을 다시 평가 받으며 빠르게 매상이 올랐다.

## 게임보이의 후속 기기들

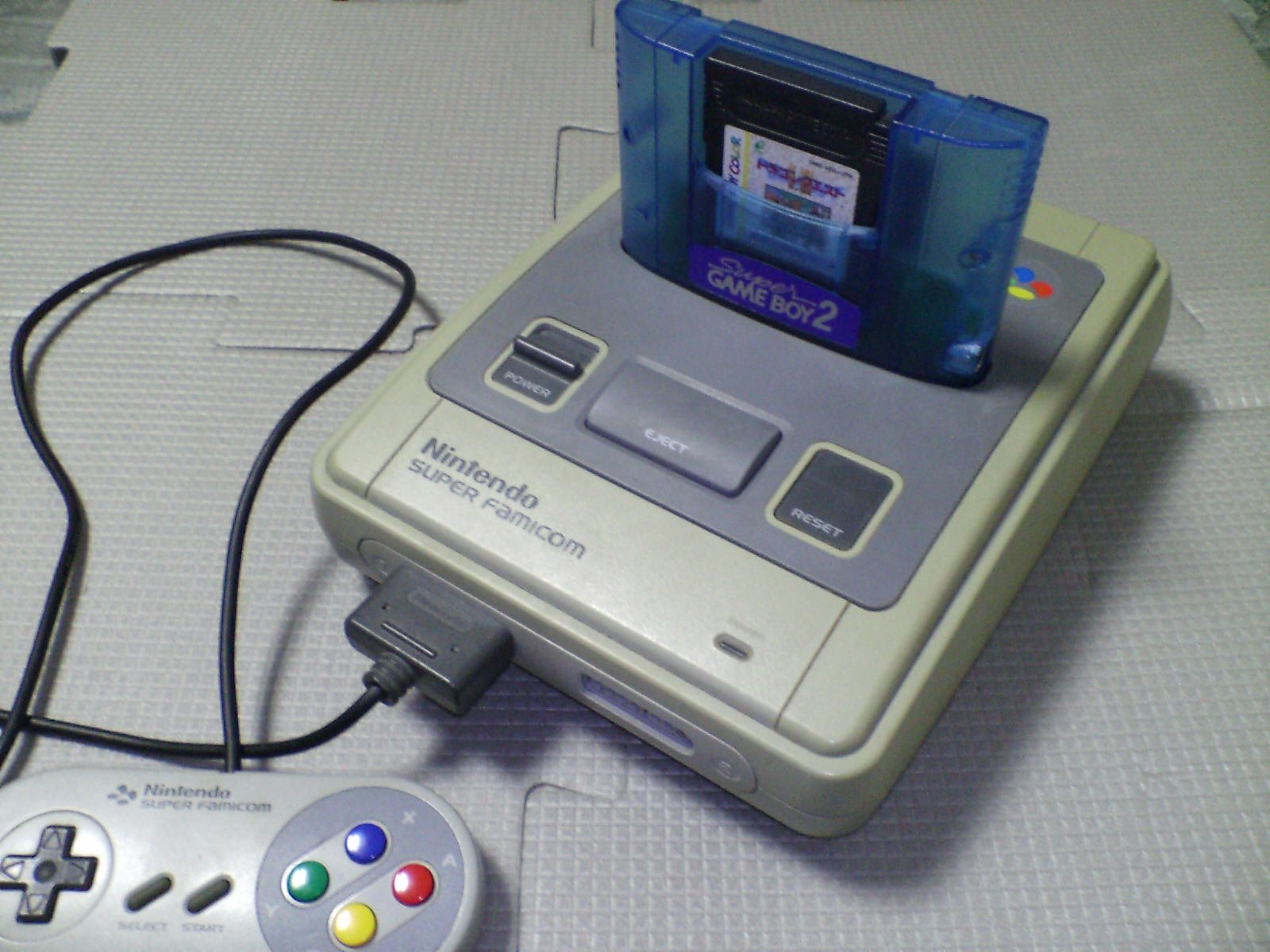
슈퍼 게임보이의 사용 예

게임보이 시리즈는 닌텐도의 인기 상품으로써 다양한 주변 기기와 게임보이를 잇는 게임기가 만들어졌다.
- 초기 게임기
  - 게임보이 포켓: 크기가 작아지고 가벼워졌다. 액정 기능을 개선하고, 배경색이 바뀌어 가독성을 향상시켰다. 그 뒤, 변종 색상도 일반화되었다.
  - 게임보이 라이트: 게임보이 포켓 크기에 백라이트 기능이 추가되었다.
  - 슈퍼 게임보이: 슈퍼 패미컴과 연동하여 게임보이용 게임을 텔레비전 화면으로 즐길 수 있다. 슈퍼 게임보이 호환 게임에서는 최대 13색, 그 밖의 게임에서는 4색의 색상을 표현할 수 있다.
  - 슈퍼 게임보이 2: 슈퍼 게임보이에 통신 기능을 추가한 개량형 기기이다.
- 게임보이 컬러: 최대 56색을 표현할 수 있는 컬러 액정과 적외선 통신 기능을 탑재하였다. 하드웨어 성능도 높아졌다.
- 게임보이 어드밴스: 게임보이의 뒤를 잇는 32비트급으로 업그레이드된 게임기이다.
  - 게임보이 어드밴스 SP: 게임보이 라이트와 같이 어두운 곳에서 플레이 가능하며 먼저 출시된 프론트 라이트 액정을 탑재한 버전과 후에 출시된 백라이트 버전이 있다.
  - 게임보이 플레이어: 게임큐브와 연동하여 게임보이 및 게임보이 어드밴스용 게임을 텔레비전 화면으로 즐길 수 있다.
  - 게임보이 미크로: 게임보이 어드밴스의 크기를 줄이고 백라이트 액정을 탑재하였다.

또 게임기들 가운데 세계에서 변종 색상이 가장 많은 하드웨어로, 게임보이 브로스를 포함하는 초기 게임보이의 색상만으로 7종류가 있다. 초기 게임보이부터 게임보이 어드밴스 SP 까지의 모든 색상을 꼽아보면 100종류가 넘는다.

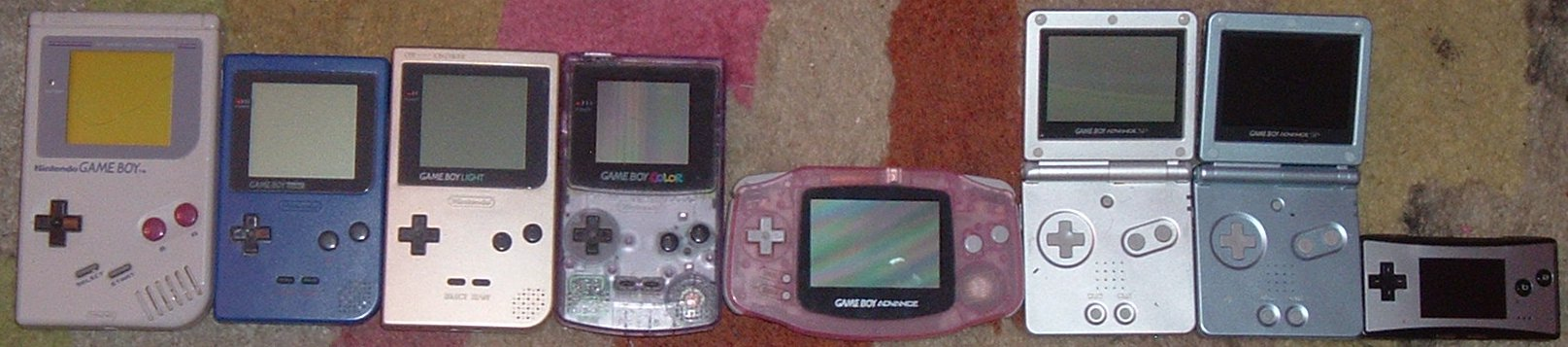
왼쪽부터 게임보이, 게임보이 포켓, 게임보이 라이트, 게임보이 칼라, 게임보이 어드밴스, 게임보이 어드밴스 SP, 게임보이 어드밴스 SP(백라이트), 게임보이 미크로.